# Синтагма (лингвистика)
Синтагма (грч. σύνταγμα, према syntássein од syn – заједно и tássein – сложити) је уређена група речи спојена у једну појмовну целину, која обавља неку функцију у реченици. Може да се састоји од именица, придева, прилога, неличних глаголских облика и бројева.

## Независне и зависне синтагме
Однос речи у синтагми може бити независан или зависан, па се у складу са тим синтагме могу поделити на:
- независне
- зависне или одредбене

На пример, у реченици:
Драган и Марина су отишли на сунчану плажу.
службу субјекта врши синтагма Драган и Марина, коју чине две именице, чији је међусобни однос у синтагми независан, а службу прилошке одредбе за место врши зависна синтагма састављена од придева и именице, који се међусобно налазе у зависном односу, јер придев не може стајати без именице.

### Зависне синтагме
Код свих зависних синтагми разликују се један главни и један или више зависних чланова, где врста речи главног члана одређује врсту синтагме, па се тако зависне синтагме деле на:
- именичке
- придевске
- прилошке
- глаголске
- партитативне
- паукалне

#### Именичка синтагма
Именичка синтагма је група речи која обавља неку функцију у реченици где је главни члан именица. На пример:
Златна јабука
је група речи која обавља функцију именског предиката, где је именица „јабука“ главни члан синтагме.

#### Придевска синтагма
Код придевске синтагме главни члан је придев. На пример, у реченици
Девојка је веома лепа.
група речи „веома лепа“ обавља функцију именског предиката, који се састоји од прилошке одредбе за меру (веома), и придева (лепа).
Ударац му је невероватно јак.
Где се придевска синтагма састоји од придева „јак“ и прилошке одредбе за начин.

#### Прилошка синтагма
Прилошка синтагма садржи прилог у функцији главног члана. На пример:
Осећам се веома лоше
прилошка одредба за меру „веома“ и прилог „лоше“ представљају прилошку синтагму.

#### Глаголска синтагма
Глаголска синтагма као главног члана може да има неличне глаголске облике у себи, а најчешћи глаголски облици су:
- глагол у облику инфинитива (сањати, ићи, јести) на пример:

Најбоље је пажљиво простудирати ривале.
где се глаголска синтагма састоји од прилога „пажљиво“, глагола „простудирати“ и именице „ривали“.
- глаголски прилог садашњи (плачући, сањајући)). На пример:

Растужила се читајући књигу.
где је „читајући књигу“ глаголска синтагма која се састоји од садашњег глаголског прилога и именице.
- глаголски прилог прошли (дошавши, прочитавши)

#### Партитивна синтагма
Партитивне синтагме су групе речи које означавају део нечега, што је одређено количином или бројем. Ако је главни члан именица, а зависни члан партитивна именица онда је синтагма партитивна именичка:
- парче (главни члан) торте (зависни члан)
- чаша (главни члан) сока (зависни члан)
- комад (главни члан) хлеба (зависни члан)

#### Паукална синтагма
Паукална (лат. paucus - мали број) синтагма садржи именицу у паукалу уз коју стоје искључиво бројеви два, три, четири и бројне речи два, оба, обадва, односно мали број речи (два човека, обадва сина, четири чаше).

## Служба речи у реченици
Синтагме у реченици могу да обављају улогу готово свих реченичних чланова. Према служби у реченици синтагме се деле на:
- субјекатске, када у реченици обављају службу субјекта („Паметна Ана студира у Београду.“)
- објекатске, када врше функцију:
  - правог објекта („Гледао је у сивкастоплаво небо“)
  - неправог објекта („Најели су се воћа и напили воде“)
- атрибутске, када стоје уз именицу и ближе је одређују („Мирисало је на добар ручак“)
- прилошке синтагме, које врше улогу прилошких одредби за
  - време („Обећао је да ће доћи у први сумрак.“)
  - начин („Стално је говорио тихим гласом.“)
  - место („Тихо је стајао у углу загушљиве омање просторије.“)
  - узрок („Плакао је тихо због своје зле судбине.“)
  - количину („Није имао довољно новаца за ужину.“)
- апозитив („Прелепа девојка, висока и згодна, ушла је у нашу улицу, окупану сунцем.“)

## Шире и уже синтагме
С обзиром да уз главну синтагму може да стоји више зависних чланова, синтагме могу бити шире, које у себи могу да садрже више ужих синтагми, тако да према саставу синтагме могу бити шире и уже.
Примери:
Дошла је прелепа девојка плавих очију.
- шира синтагма је „прелепа девојка плавих очију“

а уже синтагме су:
- прелепа девојка
- девојка плавих очију
- плавих очију

У реченици:
Добио сам веома занимљиву књигу.
Шира синтагма је „веома занимљива књига“, док би уже синтагме биле: „веома занимљива“, „занимљива књига“

## Напоредни односи
Речи и синтагме могу стајати и у зависним и у напоредним односима. Напоредни односи међу синтагмама могу бити саставни, раставни и супротни, добијају се употребом везника:
- и, па, те, ни, нити – саставни однос („Веома ужурбано и с великом пажњом припремамо слано предјело и слатко послужење.“ )
- или – раставни однос - („Они су пили газиране сокове или домаћи сок од малине.“)
- а, али, но, него, већ – супротни однос („Желели су да се истакну, али нису имали добре адуте.“)